# Ricardo Espalter
Ricardo Espalter Arrieta (Montevideo, 14 de abril de 1924 - Maldonado, 10 de marzo de 2007) fue un actor y humorista uruguayo. Su carrera en la actuación le llevó a cruzar a ambos lados del Río de la Plata, consagrándose con una vasta lista cinematográfica, teatral y televisiva en Uruguay y Argentina.

## Ámbito artístico
Espalter se inició en el teatro uruguayo a temprana edad, e incursionó en el arte de la pantomima, que en el futuro le daría una inusitada capacidad histriónica con la expresividad de su rostro. A partir de la década de 1960, realizó sus primeras apariciones en televisión junto a los más grandes humoristas. En Uruguay conoció el éxito de la mano de Telecataplum, el programa con el cual abrieron el juego del humor en la televisión, teniendo un estilo único, fino y original que los llevó a cruzar a la Argentina y consagrarse allí también junto con la troupe denominada Los Uruguayos la cual integraban Eduardo D'Angelo, Gabriela Acher, Enrique Almada, Julio Frade, Raimundo Soto, Henny Trailes, Andrés Redondo, Alfredo de La Peña, Berugo Carámbula y el mismo Espalter.

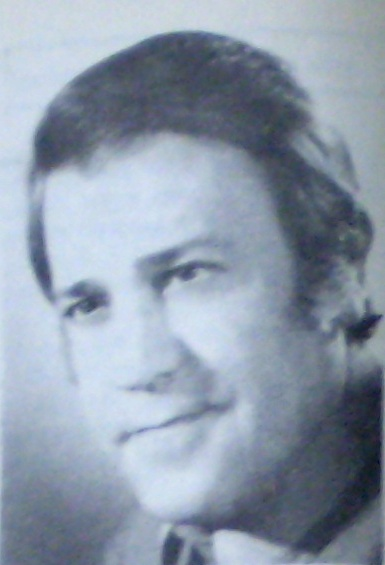
Ricardo Espalter.

En la misma línea, fue protagonista de los programas humorísticos tales como Telecataplum, Jaujarana, Hupumorpo, Comicolor, Los Rapicómicos, Híperhumor, Decalegrón y la telecomedia Son de diez (muchas de las cuales fueron emitidas por el Canal 10, y Canal 12 de Montevideo y retransmitidas por otras emisoras nacionales y extranjeras). Sumado a ello, su reconocida participación en los programas Sábados Gigantes y Mediomundo, del Canal 13 de Chile, en la década de los '80.
En Buenos Aires también supo ganarse su lugar y hacerse, por consiguiente, con una gran audiencia que lo siguió tanto en teatro como en cine o televisión. Formó equipo, además, con los grandes humoristas argentinos Alberto Olmedo, Niní Marshall, Alfredo Barbieri, Luis Landriscina, Javier Portales, Tita Merello, Jorge Porcel, Luis Sandrini, Lolita Torres y Nélida Lobato.
Ricardo Espalter obtuvo gran popularidad por interpretar personajes como Toto Paniagua, Marieta Rivarola y el candidato político Pinchinatti. Era impresionante su expresividad facial; en 1974, en una crónica del diario argentino La Nación lo describían así: "cara pálida y llena, con cierta expresión hondamente preocupada que atrae las carcajadas por alguna razón misteriosa, como si esas cejas afligidas (de pronto distendidas por una sonrisa inesperadamente atractiva que transfigura ese rostro cómicamente hosco y confuso) alcanzaran alguna fuente de risa asimismo confusa, indiscernible."
El Senado uruguayo le tributó un homenaje.

## Teatro

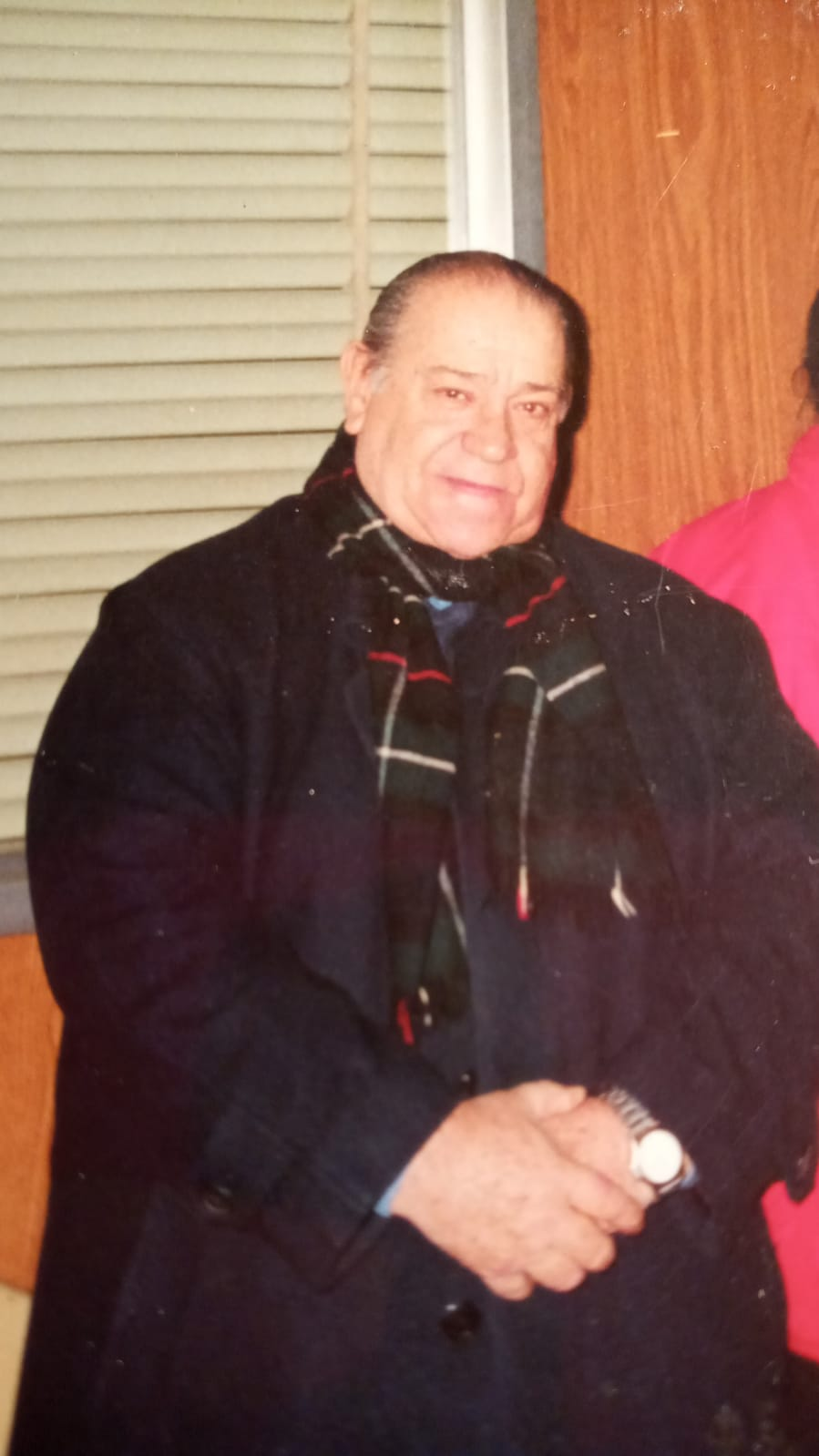
Espalter en 1999.

Realizó varias temporadas teatrales en Montevideo, Punta del Este, Buenos Aires y Mar del Plata junto con Eduardo D'Angelo, Cacho de la Cruz, Berugo Carámbula, Henny Trayles, Julio Frade, Raimundo Soto y Enrique Almada, con este último formó una dupla cómica incomparable aún recordados hoy en ambos márgenes del Río de la Plata. Las propuestas de los grandes productores de teatro como Alejandro Romay no tardaban en llegar. La última obra teatral en la cual tuvo una participación fue en el año 2006 Humorum Uruguayensis en el Teatro Stella D'Italia de Montevideo.
El Teatro Maipo de Buenos Aires le abrió sus puertas y trabajo varias temporadas en dicha sala.
En 1981 ganó el Diploma al Mérito otorgado por la Fundación Konex y en 1974 ganó el premio Martín Fierro.
- (1944 - 1946) Boys and Girls - Cine Libertad y Cine Biarritz. Montevideo
- (1957) Cándida - Sala Verdi. Montevideo
- (1957) Celos del Aire - Teatro La Máscara. Montevideo
- (1957) El dios indiferente - Teatro La Máscara - (Montevideo), y Festival de teatro rioplatense (Atlántida, Canelones).
- (1959 - 1960) Con o sin palabras - Pantomima Teatro La Máscara, Montevideo
- (1960) Silencio: gente en obra - Pantomima Teatro La Máscara, Montevideo.
- (1960) Santa Juana - Club de teatro (Montevideo). Festival de teatro rioplatense en Buenos Aires Teatro Lola Membrives y en el Fray Mocho.
- (1960) Auto de la compadecida - Club de teatro (Montevideo). Festival de teatro rioplatense en Buenos Aires Teatro Lola Membrives y en el Fray Mocho.
- (1962) A la hora de almorzar - Club de Teatro, Montevideo.
- (1968) Jau... Montevideo - Teatro del Palacio Salvo, Montevideo.
- (1968) Jaujarana - Teatro Nogaró, Punta del Este.
- (1970) Vamo, vamo, vamo - Buenos Aires y Mar del Plata.
- (1971) Jaujarana también - Teatro Stella D'Italia, Montevideo.
- (1976) El Toto - Confitería del Jockey club, Mar del Plata.
- (1978) El gran cambio - (Enrique Almada, Berugo Carambula, Raimundo Soto y gran elenco. Dirección: Carlos A. Petit. Teatro Lola Membrives, Buenos Aires.
- (1989) Esposa para dos - Teatro Stella D'Italia, Montevideo.
- (1990) Sobretodo (con Graciela Rodríguez y Cacho de la Cruz - Teatro Stella D'Italia, Montevideo.
- (1991) Esta noche, es la noche - Teatro Stella D'Italia, Montevideo.
- (1993) Garúa - Teatro de la Candela, Montevideo.
- (1994) Amantes - Teatro del Centro, Montevideo.
- (1995) Desayuno en Manhattan (con Beatriz Massons. Dirección: Omar Varela. - Teatro Alianza, Montevideo.
- (1996) El Corrupto - Teatro Alianza, Montevideo.
- (1996) La Asesina y su amante - Teatro Stella D'Italia, Montevideo.
- (2006) Humorum Uruguayensis (con Cacho de la Cruz, Julio Frade, Eduardo D'Angelo, Laura Sánchez y Adriana Restano. Dirección: Jorge Denevi) - Teatro Stella D'Italia, Montevideo.

## Filmografía
- La raya amarilla (corto) (1962)

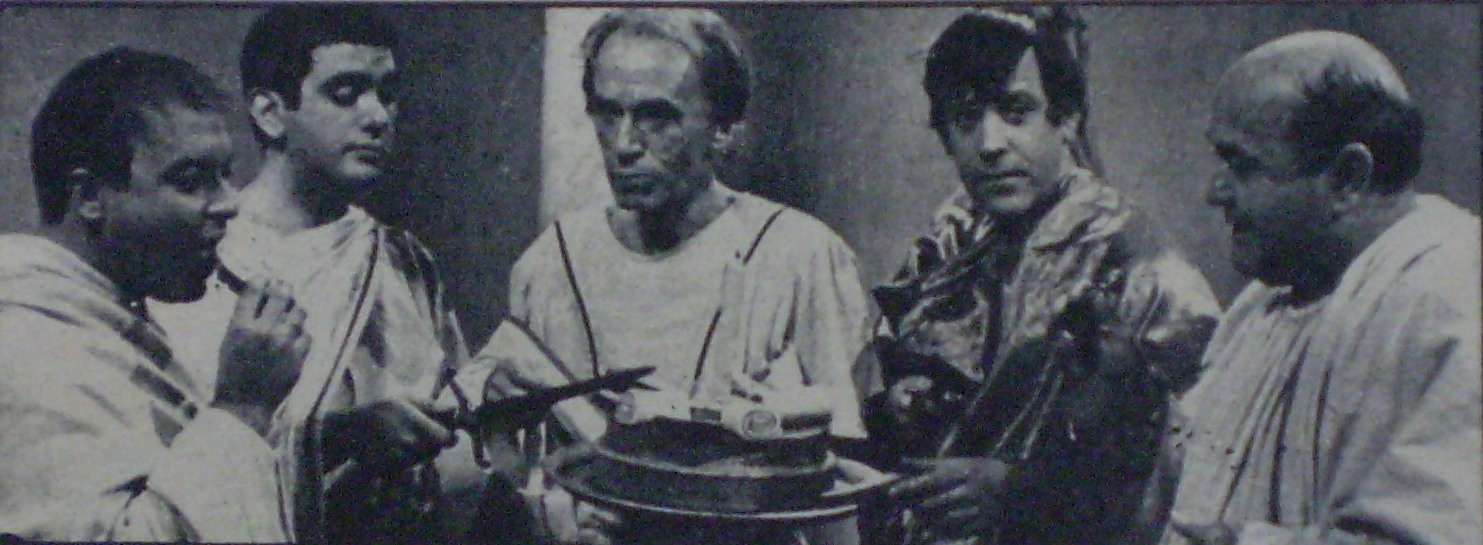
Parte del elenco del programa "Telecataplum", de izquierda a derecha: Enrique Almada, Eduardo D'Angelo, Raimundo Soto, Ricardo Espalter y Emilio Vidal.

- La industria del matrimonio (1964)
- Cómo seducir a una mujer (1967)
- ¡Quiero besarlo, señor! (1973)
- Los irrompibles (1975)
- La película (1975)
- La noche del hurto (1976)
- La fiesta de todos (1978)
- Toto Paniagua, el rey de la chatarra (1980)
- El telo y la tele (1985)
- Los taxistas del humor (1987)
- La pandilla aventurera (1990)
- Más loco que un crucero (1990)
- El dirigible (1994)
- Gardel: ecos del silencio (1997, dir. Pablo Rodríguez)
- Maldita cocaína (2001)[8]

## Televisión
| Programa            | Canal                    | Periodo         |
| ------------------- | ------------------------ | --------------- |
| Telecataplum        | Teledoce                 | 1962            |
| Jaujarana           | Teleonce                 | 1969-1971       |
| Hupumorpo           | Canal 13 de Buenos Aires | 1974-1977       |
| Decalegrón          | Canal 10                 | 1977-2002       |
| Sábados Gigantes    | Canal 13 de Chile        | 1978-1993       |
| Comicolor           | ATC                      | 1979-1981       |
| Los Rapicómicos     | ATC                      | 1982-1983       |
| Mediomundo          | Canal 13 de Chile        | 1987, 1991-1992 |
| Híperhumor          | Canal 9 de Buenos Aires  | 1984-1987       |
| Híperhumor          | Canal 9 de Buenos Aires  | 1989-1990       |
| Shopping Center     | Canal 9 de Buenos Aires  | 1988            |
| Zapping             | Canal 9 de Buenos Aires  | 1988            |
| El gordo y el flaco | Telefe                   | 1991-1992       |
| Son de diez         | Canal 13 de Buenos Aires | 1992-1995       |
| Gastos comunes      | Canal 10                 | 1998            |

## Fallecimiento
Falleció el 10 de marzo de 2007, a los 82 años, en el sanatorio Mautone de la ciudad de Maldonado, como consecuencia de un fallo renal.
Sus restos descansan en el Cementerio del Norte de Montevideo.